# فريد جوين
فريد جوين (بالإنجليزية: Fred Gwynne) مواليد 10 يوليو 1926 في نيويورك، نيويورك، الولايات المتحدة - الوفاة 2 يوليو 1993 في تانيتاون، ماريلند، الولايات المتحدة، هو ممثل أمريكي بدأ مسيرته الفنية سنة 1951. امتدت مسيرته الفنية لأكثر من 41 عاما. درس في جامعة هارفارد و1951.

## الأعمال
- على الواجهة البحرية
- نادي القطن
- الفتى الذي بإمكانه الطيران
- جاذبية قاتلة

## روابط خارجية
- فريد جوين على موقع IMDb (الإنجليزية)
- فريد جوين على موقع الموسوعة البريطانية (الإنجليزية)
- فريد جوين على موقع روتن توميتوز (الإنجليزية)
- فريد جوين على موقع قاعدة بيانات الأفلام العربية
- فريد جوين على موقع ألو سيني (الفرنسية)
- فريد جوين على موقع ميوزك برينز (الإنجليزية)
- فريد جوين على موقع أول موفي (الإنجليزية)
- فريد جوين على موقع قاعدة بيانات برودواي على الإنترنت (الإنجليزية)
- فريد جوين على موقع قاعدة بيانات برودواي على الإنترنت (الإنجليزية)
- فريد جوين على موقع قاعدة بيانات الأفلام السويدية (السويدية)